# Acre (delstat)

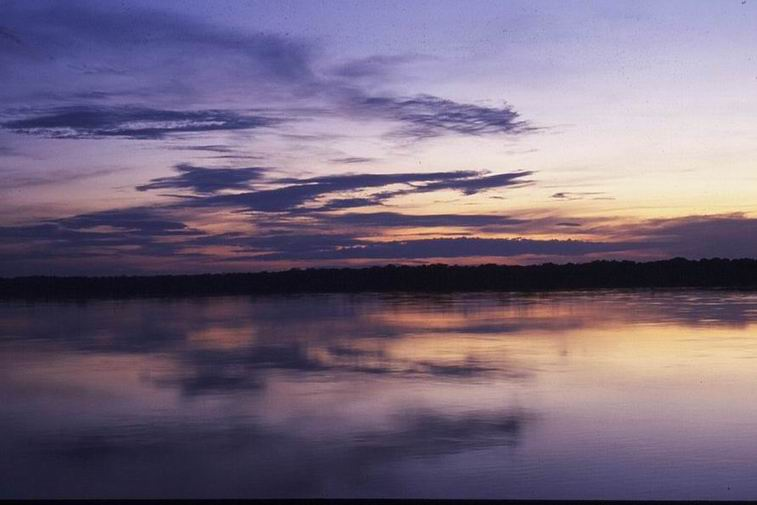
Floden Rio Branco.

Acre (([ˈakɾi]
 ( lyssna)) är en delstat i Brasilien med cirka 800 000 invånare. Den ligger i landets nordvästra del och gränsar till Peru i väster och Bolivia i söder. Huvudstad är Rio Branco. Området tillhörde Bolivia fram tills fördraget i Petrópolis undertecknades den 17 november 1903, och blev brasiliansk delstat den 15 juni 1962. Staten har 0,42 % av den brasilianska befolkningen och producerar endast 0,2 % av landets BNP.
Acre har en yta av 164 123 km² och är till största delen täckt av regnskog. Acre är känt för sin produktion av naturgummi.